# Millesimato
Il termine millesimato viene dato al vino prodotto con una determinata, preponderante, percentuale di uve di una singola vendemmia, denominata anche millesimo. L'annata della vendemmia viene indicata in etichetta.

## Descrizione
Sull'etichetta dei vini ottenuti dalla vinificazione delle uve di una singola annata viene riportato l'anno di raccolta dell'uva (millésime = annata), differenziandosi così dai vini ottenuti da cuvée, ossia dal risultato dell'assemblaggio di vini provenienti da vigneti, cru (singoli vigneti e/o territori di produzione) ed annate diverse,
La legge (in generale) e i disciplinari (in particolare, cioè nel caso dei vini DOP e IGP) prescrivono la percentuale minima di uva prodotta nell'anno di riferimento: generalmente è l'85%. Questo significa che, ad esempio, un vino millesimato 2003 non è detto che sia stato vinificato con la totalità di uve prodotte nel 2003; ad ogni modo, spesso nelle schede tecniche i produttori di un certo livello indicano la precisa percentuale di uve di ogni millesimo utilizzato. Una frazione di vino di altri anni può migliorare alcune caratteristiche della base della singola annata. L'impronta significativa è sicuramente data dalla frazione del vino del millesimo riportato in etichetta. Come per qualsiasi altro requisito, il disciplinare di uno specifico vino a DOP può obbligare che la menzione millesimato sia utilizzabile unicamente con il 100% di prodotto di una sola annata.
Di solito i millesimati sono prodotti in annate speciali. Un produttore decide di "millesimare" quando l'annata ha conseguito un risultato ottimo, se non eccellente. Tipico esempio è il caso degli spumanti, ma vale per i "grandi vini" in generale. Se l'annata non è stata al di sopra di un certo livello, si può usare il vino corrispondente nelle miscele di vini diversi oppure "declassarlo" per fare prodotti meno prestigiosi o retrocederlo nella classificazione.